# Pseudocrenilabrus nicholsi
Pseudocrenilabrus nicholsi är en 8,5 cm lång afrikansk ciklid som lever endemiskt i Kongo-Kinshasa. Arten bär sitt namn efter den amerikanske iktyologen och ornitologen John Treadwell Nichols (1883–1958).

## Biotoper
Pseudocrenilabrus nicholsi återfinns precis som övriga arter i släktet främst i grunda våtmarker, bäckar och i lugnt vatten i tätt bevuxna floder. Den förekommer mer sällan i strandområden i mindre insjöar, och aldrig i någon av Afrikas större sjöar. Detta bland annat för att konkurrensen från de förvisso ganska närbesläktade men oftast betydligt större och mer rovgiriga cikliderna i släktet Haplochromis blir för stor i sådana miljöer.

## Föda
Arten är allätare ("omnivor"), och livnär sig huvudsakligen på maskar, små kräftdjur, insekter, småfisk, alger och olika vattenväxter.

## Fortplantning
Arten är en så kallad munruvare, som "ruvar" ägg och nykläckta yngel i munnen, för att på så sätt skydda dem mot rovdjur. Hos Pseudocrenilabrus nicholsi är det endast honan som tar hand om avkomman på detta vis. Romkornens storlek är cirka 2,5 millimeter, och beroende på honans storlek, ålder och tillgången på föda varierar kullarnas storlek från 6 upp till så många som 100 yngel: vanligast är kullar på omkring 20–25 yngel. Honan ruvar rommen i 14–20 dygn innan den kläcks. Ynglen är cirka 0,95 centimeter långa när de släpps ut ur munnen första gången. Det kan sedan hända att hon dagtid ruvar även ynglen i munnen under någon dag efter kläckningen, men inte alls lika gärna eller länge som honor av släktingen egyptisk munruvare (Pseudocrenilabrus multicolor). Ynglen och ungfiskarna äter framför allt små vattenlevande insekter och kräftdjur, men honan äter vanligtvis mycket lite eller inte alls under den period hon ruvar ägg och yngel. Till skillnad från egyptisk munruvare hör Pseudocrenilabrus nicholsi till en av de ciklider som ganska sällan hålles och odlas som akvariefisk. Den är också något mer aggressiv än de övriga arterna i släktet.